# Robert Willard Hodgson
Pour les articles homonymes, voir Hodgson.
Robert Willard Hodgson (1886-1966) est un botaniste et agronome américain qui joue un rôle important dans la grande culture des agrumes. Il laisse une abondante série de livres sur ce sujet.

## Biographie
Né à Dallas Texas le 3 avril 1883. Il était l'aîné de six enfants. Au lycée d'Oroville, il a été responsable de l'orangeraie de son père. Il fait ses études supérieurs à l'Université de Berkeley. Il y devient instructeur en citriculture (1917) puis est conseiller agricole dans le comté de Los Angeles (1919-24). En 1925 il devient professeur d'horticulture subtropicale associé à UC Berkeley et assoc. citriculteur à la Station expérimentale agricole; chef de la Division de l'horticulture subtropicale et directeur adjoint de l'Agriculture Experiment Station (1943).
Il a la poste de professeur d'horticulture subtropicale en 1935. Il devient doyen du Collège d'agriculture en 1952. Il a aussi été vice-président du département d'État de l'agriculture. L'intérêt de Hodgson pour l'horticulture subtropicale l'a conduit au Honduras, en Méditerranée, en Inde, en Égypte (1951-52), en Italie et en Palestine comme conseiller des gouvernements sur les problèmes agricoles, il est le seul américain décoré par le bey de Tunisie et par le sultan du Maroc.
R. W. Hodgson décède à Los Angeles le 16 mai 1966.

## Distinctions
Il était membre titulaire de Societé Nationale d'Horticulture de France en 1931.
- Officier de l'ordre du Mérite agricole en 1937[1].

## Publications
- The Pomegranate. Berkeley. N° 276 de Bulletin de California Agricultural Experiment Station. 192 p. 1917

- Goodspeed, Thomas Harper, McGee, J. M., et R. W. Hodgson. Note on the effects of illuminating gas and its constituents in causing abscission of flowers in Nicotiana and Citrus. Univ. California Pub. Bot. 5: pp 439-450. D. 28, 1918.
- Little leaf of deciduous fruits. Mo. Bul. State Com. Hort. [California] 7: pp 529-532, illus. 1918.
- Some abnormal water relations in Citrus trees of the arid southwest and their possible significance. Berkeley, University of California Press, 1917[5]
- J. Eliot Coit et R. W. Hodgson. An Investigation of the Abnormal Shedding of Young Fruits of the Washington Navel Oranges. Berkeley, University of California press, 1919[6]
- Saving the gophered Citrus tree. University of California, College of Agriculture, Agricultural Experiment Station. 19 p. 1923
- The Pruning of Citrus Trees in California. N° 363 de Bulletin California Agricultural Experiment Station, 532 p. 1923[7]
- Analyzing the Citrus orchard by means of simple tree records. Berkeley, University of California, Agricultural Experiment Station, 20 p. 1923
- Fertilizing Citrus Trees in California. Berkeley, Calif, University of California, College of Agriculture, Agricultural Experiment Station, 1925[8]
- Warren Rippey Schoonover et R. W. Hodgson. Frost protection in California orchards Berkeley, Calif, College of Agriculture, University of California, 73 p. 1930[9]
- The California Avocado Industry. Berkeley, University of California, circulaire n° 43 de AES. 86 p. 1930[10]
- Robert W. Hodgson Papers, 1918-1966. Archives de Californie 11 boites. Notes et papiers de Hodgson[4]
- Horticultural Varieties of Citrus, dans The citrus industry, Vol. 1, ed. W. Rether et al. Division of Agricultural Sciences. pp. 431–580.1967[11]